# Mesosa myops
Mesosa myops là một loài bọ cánh cứng trong họ Cerambycidae.